# Kombiklinge

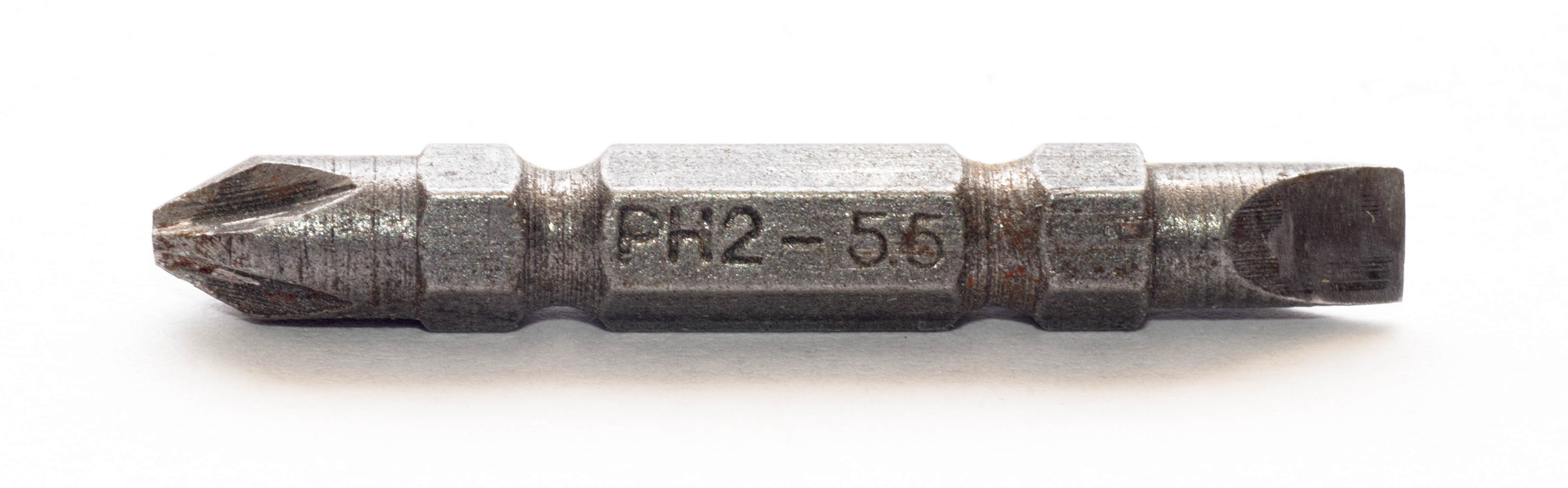
Beidseitiges Schrauberbit mit Kreuz- und Schlitzantrieb

Als Kombiklinge wird in der Werkzeugtechnik ein Antrieb verstanden, der sich zum Beispiel in einen Akkuschrauber oder eine Bohrmaschine einspannen lässt, um Schrauben anzutreiben. Der Begriff "Kombiklinge" leitet sich aus den kombinierten Verwendungsmöglichkeiten der Klinge ab. Die eine Seite hat einen anderen Antrieb als die andere. Durch einfaches umdrehen der Klinge ist man in der Lage, den jeweils passenden Antrieb auszuwählen. Zum Beispiel PH1/PH2 oder PZ1/PZ2.